# Тамдисайська сільська рада
Тамдиса́йська сільська рада (рос. Тамдысайский сельский совет) — сільське поселення у складі Акбулацького району Оренбурзької області Росії.
Адміністративний центр та єдиний населений пункт — село Тамдисай.

## Населення
Населення — 234 особи (2019; 292 в 2010, 359 у 2002).